# Paavo Puurunen
Paavo Puurunen (* 28. August 1973 in Kuhmo, Finnland) ist ein ehemaliger finnischer Biathlet.

## Werdegang
Puurunen kam erstmals in der Saison 1994/95 zu einigen Einsätzen im Biathlon-Weltcup. Ab der darauf folgenden Saison wurde er regelmäßig eingesetzt und war auch bei den Weltmeisterschaften 1996 am Start. Mit der finnischen Staffel erreichte er als Schlussläufer den 6. Platz, mit dem 11. Platz im Sprintrennen gelang ihm sein bis dahin bestes Einzelresultat. In den darauf folgenden zwei Jahren kam Puurunen zu etlichen Weltcupeinsätzen, konnte sich jedoch nur selten unter den 30 besten Athleten platzieren. Erst bei den Olympischen Winterspielen 1998 erreichte er im Sprintrennen einen 9. Platz, was gleichzeitig auch die erste Top-10-Platzierung in der Karriere des Finnen bedeutete.
Erstmals intensiver auf sich aufmerksam machte Puurunen bei den Weltmeisterschaften 1999. Bei den im heimischen Kontiolahti ausgetragenen Sprint- und Verfolgungsrennen belegte er die Plätze 11 und 16, im Einzelrennen von Oslo Platz 9. Nur knapp an seiner ersten Medaille vorbei schrammte der Finne im Massenstartrennen, bei dem ihm als Viertplatzierten nur gut sechs Sekunden auf den Bronzerang fehlten. Bei den ein Jahr später stattfindenden Weltmeisterschaften konnte er mit dem 8. Platz im Massenstart und dem 10. Platz im Sprint seine Top-10-Platzierungen wiederholen.
Trotz hin und wieder guter Einzelergebnisse kam der Weltmeistertitel für Puurunen über 20 Kilometer bei den Biathlon-Weltmeisterschaften 2001 in Pokljuka für viele überraschend. Zwanzig Jahre nach dem Titelgewinn seines Landmannes Heikki Ikola gewann mit Puurunen erneut ein Finne eine WM-Goldmedaille. Die nächste Podestplatzierung gelang Puurunen dann pünktlich zu den Weltmeisterschaften 2003, als er die Bronzemedaille in der Verfolgung gewann. Auch seine weiteren Top-10-Platzierungen erreichte der Finne mit Platz 6 im Massenstart (2003) und den Plätzen 8 und 7 in Sprint und Verfolgung (2004) größtenteils bei Weltmeisterschaften.
Zu seinem zunächst letzten großen Rennen wurde der Massenstart bei den Olympischen Winterspielen 2006: Mit einem fehlerfreien Schießergebnis musste sich der Finne nur den vor ihm liegenden stärkeren Läufern Michael Greis, Tomasz Sikora und Ole Einar Bjørndalen geschlagen geben und erreichte mit dem 4. Platz sein bestes olympisches Ergebnis. Dies war neben den beiden WM-Medaillen das drittbeste Ergebnis seiner Karriere, die er nach der Saison 2005/06 beendete. Puurunen erreichte mehr als die Hälfte seiner Top-10-Platzierungen bei Weltmeisterschaften oder Olympischen Winterspielen.
Vor den Olympischen Winterspielen 2010 von Vancouver kehrte Puurunen nochmals in den aktiven Sport zurück. Zum Abschluss der Saison 2008/09 gewann er den Sprint-Titel bei den Finnischen Meisterschaften. Bei Olympia, es war Puurunens vierte Teilnahme, wurde er 73. im Sprint und 53. des Einzels.
Puurunen arbeitet neben Sanna-Leena Perunka bei Übertragungen von Biathlonwettbewerben als Ko-Kommentator und Biathlon-Experte für das finnische Fernsehen YLE.

## Biathlon-Weltcup-Platzierungen
Die Tabelle zeigt alle Platzierungen (je nach Austragungsjahr einschließlich Olympische Spiele und Weltmeisterschaften).
- 1.–3. Platz: Anzahl der Podiumsplatzierungen
- Top 10: Anzahl der Platzierungen unter den ersten zehn (einschließlich Podium)
- Punkteränge: Anzahl der Platzierungen innerhalb der Punkteränge (einschließlich Podium und Top 10)
- Starts: Anzahl gelaufener Rennen in der jeweiligen Disziplin
- Staffel: inklusive Mixed- und Single-Mixed-Staffeln

| Platzierung                      | Einzel | Sprint | Verfolgung | Massenstart | Staffel | Gesamt |
| -------------------------------- | ------ | ------ | ---------- | ----------- | ------- | ------ |
| 1. Platz                         | 1      |        |            |             |         | 1      |
| 2. Platz                         |        |        |            |             |         |        |
| 3. Platz                         |        |        | 1          |             | 1       | 2      |
| Top 10                           | 2      | 6      | 7          | 7           | 28      | 50     |
| Punkteränge                      | 16     | 41     | 31         | 11          | 51      | 150    |
| Starts                           | 48     | 92     | 56         | 11          | 51      | 258    |
| Stand: nach der Saison 2010/2011 |        |        |            |             |         |        |